# Harsányi Attila (színművész)
Harsányi Attila (Miskolc, 1973. május 28. ) Jászai Mari-díjas magyar színművész, rendező,  dr. Harsányi-Ráczkevy Ilidkó amatőr színész férje.

## Élete
Első színészi munkahelye 1990–1991 között a budapesti Nemzeti Színház volt, majd 1991–1993 között az Arany János Színház munkatársa volt. 1993–1995 között a Független Színpad társulatával dolgozott, majd két évadon át, 1995–1997 között a Budapesti Kamaraszínház színésze volt.
A következő bő tíz évben dolgozott Szegeden, Pécsett és Szolnokon, majd újra Szegeden (1997–2000: Szegedi Nemzeti Színház; 2001–2003: Pécsi Nemzeti Színház; 2003–2006: Szolnoki Szigligeti Színház; 2006–2008: Szegedi Nemzeti Színház).
2008 óta a Miskolci Nemzeti Színház színművésze.

## Rendezései
- In Memoriam Borbély Szilárd: Szemünk előtt vonulnak el (2014. május 26., Bakelit Multi Art Center)
- Földbe némult száj (2012. október 23., ALTeRRA Kortárs Előadóművészeti Központ)
- Antoine de Saint-Exupéry: A kis herceg  (2012 – Miskolc, Vasgyár)
- Borbély Szilárd:  Akár akárki  (2012 – Miskolc, mélygarázs )
- Juan Mayorga : Éjszakai állatok  (2010. november 29., Bakelit Multi Art Center, Miskolc )
- Jean Cocteau : Emberi hang (2009 – Aradi Kamaraszínház)
- Sławomir Mrożek: A nyílt tengeren  (2007 – Szeged)
- Fernando Arrabal : A tricikli  (2007 – Szeged )
- Móricz Zsigmond: A Zördög (2007 – Újszegedi Szabadtéri)
- D. Jovanovics: Játsszunk agydaganatot és légszennyezést (1999 – Szeged )

## Filmszerepei
- A renitens, r.: Fazekas Csaba (2024)
- Anyám és más futóbolondok a családból, r.: Fekete Ibolya (2015)
- Juhász Gyula szerelmei, r.: Szögi Lackó (2009)
- A szabadság asszonyai, r.: Mispál Attila (2005)
- Ebéd, r.: Esztergályos Károly (2004)

## Színházi szerepei
- Elza, vagy a világ vége 2016/17 (Miskolci Nemzeti Színház)
- La Mancha lovagja 2016/17 (Miskolci Nemzeti Színház)
- És reggel ugyanúgy... (Miskolci Nemzeti Színház)
- A hülyéje (2016. december 2., Miskolci Nemzeti Színház)
- Liliom (2016. február 26., Miskolci Nemzeti Színház)
- Kivilágos kivirradtig (2016. október 14., Miskolci Nemzeti Színház)
- Bakkhánsnők (2016. október 1., Miskolci Nemzeti Színház)
- Valle della luna (2015. március 30., Bakelit Multi Art Center)
- Sex, drugs, gods & rock and roll (Aradi Kamaraszínház)
- A Nagy Romulus (2015. október 9., Miskolci Nemzeti Színház)
- Erdély – Tündérkert (2015. február 20., Miskolci Nemzeti Színház)
- Egy csók és más semmi (2015. október 22., Miskolci Nemzeti Színház)
- Boldogtalanok (2015. április 10., Miskolci Nemzeti Színház)
- Rosmersholm (2014. január 31., Miskolci Nemzeti Színház)
- Parasztopera (2014. december 6., Miskolci Nemzeti Színház)
- IV. Henrik (2014. október 3., Miskolci Nemzeti Színház)
- Holdbeli csónakos (2014. március 7., Miskolci Nemzeti Színház)
- Amerikaiak (Aradi Kamaraszínház)
- A tanítónő (2013. október 4., Miskolci Nemzeti Színház)
- A négyszögletű kerek erdő (2013. szeptember 21., Miskolci Nemzeti Színház)
- Woyzeck (2013. december 8., Miskolci Nemzeti Színház)
- Oroszok (Aradi Kamaraszínház)
- Játszd újra, Sam! (2013. március 22., Miskolci Nemzeti Színház)
- Az ügynök halála (2012. február 10., Miskolci Nemzeti Színház)
- Én és a kisöcsém (2012. szeptember 15., Miskolci Nemzeti Színház)
- Tóték (2012. augusztus 17., Aradi Kamaraszínház)
- Ronald, a McDonald's bohóc (Aradi Kamaraszínház)
- Megöltem az anyámat (Aradi Kamaraszínház)
- Chicago (2012. október 19., Miskolci Nemzeti Színház)
- Az arany ára (2011. október 28., Miskolci Nemzeti Színház)
- Képzelt beteg (2011. március 11., Miskolci Nemzeti Színház)
- Kvartett (Aradi Kamaraszínház)
- Ármány és szerelem (2010. november 12., Miskolci Nemzeti Színház)
- szerelem.hu (2010. március 13., Miskolci Nemzeti Színház)
- Veled is megtörténhet (Bakelit Multi Art Center)
- Szerelem (2010. március 12., Miskolci Nemzeti Színház)
- Nyílt tengeren (Bakelit Multi Art Center)
- Cselédek (2010. augusztus 17., Aradi Kamaraszínház)
- Amadeus (2010. október 8., Miskolci Nemzeti Színház)
- Éjjeli menedékhely (2009. október 9., Miskolci Nemzeti Színház)
- A ló meghal, a madarak kirepülnek (Bakelit Multi Art Center)
- A kör négyszögesítése (2009. január 10., Miskolci Nemzeti Színház)
- Lovak az ablakban (2009. szeptember 18., Aradi Kamaraszínház)
- Közjáték Vichyben (2009. december 17., Miskolci Nemzeti Színház)
- Hotel Menthol (2009. június 3., Miskolci Nemzeti Színház)
- Drakula vajda, Mátyás királynak rabja (2009. március 22., Pinceszínház)
- Szeget szeggel (2008. október 3., Miskolci Nemzeti Színház)
- Rudolf Hess tízparancsolata (2008. március 28. Aradi Kamaraszínház)
- Lear király (Szegedi Nemzeti Színház)
- Az eltűnt idő nyomában (2006. március 10., Szigligeti Színház)
- Tartuffe (2006. november 18., Szegedi Nemzeti Színház)
- Murlin Murlo (2006. december 16., Szegedi Nemzeti Színház)
- Csaó bambino (2006. október 7., Szegedi Nemzeti Színház)
- Chicago (2006. április 21. Szigligeti Színház)
- A rózsa neve (2005. szeptember 23. Szigligeti Színház)
- Szomj (2005. december 16., Szigligeti Színház)
- Othello (2005. március 4., Szigligeti Színház)
- Nyílt tengeren (Szegedi Nemzeti Színház)
- Képzelt riport egy amerikai popfesztiválról (2005. január 28., Szigligeti Színház)
- Kakuk Marci (Szigligeti Színház)
- Őrült nők ketrece (2004. április 16., Szigligeti Színház)
- A Karamazov testvérek (2004. január 30., Szigligeti Színház)
- A Diófák tere avagy Szólj anyádnak, jöjjön ki! (2004. november 12., Szigligeti Színház)
- Úrhatnám polgár (2003. november 21., Szigligeti Színház)
- Romeo és Júlia (2003. március 15., Pécsi Nemzeti Színház)
- Hamlet, Dánia Hercege (2002. január 24., Pécsi Nemzeti Színház)
- Ártatlan bűnök (Nem tudni hogyan) (2002. december 7., Pécsi Nemzeti Színház)
- Az imposztor (2002. október 4., Pécsi Nemzeti Színház)
- Valahol Európában (2002. február 15., Pécsi Nemzeti Színház)
- Családtörténetek, Belgrád (Pécsi Nemzeti Színház)
- West Side Story (2001. február 9., Pécsi Nemzeti Színház)
- Danton halála (2001. november 30., Pécsi Nemzeti Színház)
- Athéni Timon (Radnóti Színház)

## Díjai
- Fundatia "Liga pentru Teatru" különdíj (Lovak az ablakban, XVIII. ATELIER Nemzetközi Színházi Fesztivál, 2010)
- Básti Lajos-díj, POSZT 2017[1]
- Jászai Mari-díj (2018)
- Kaszás Attila-díj (2022)[2]